# Martti Tienari

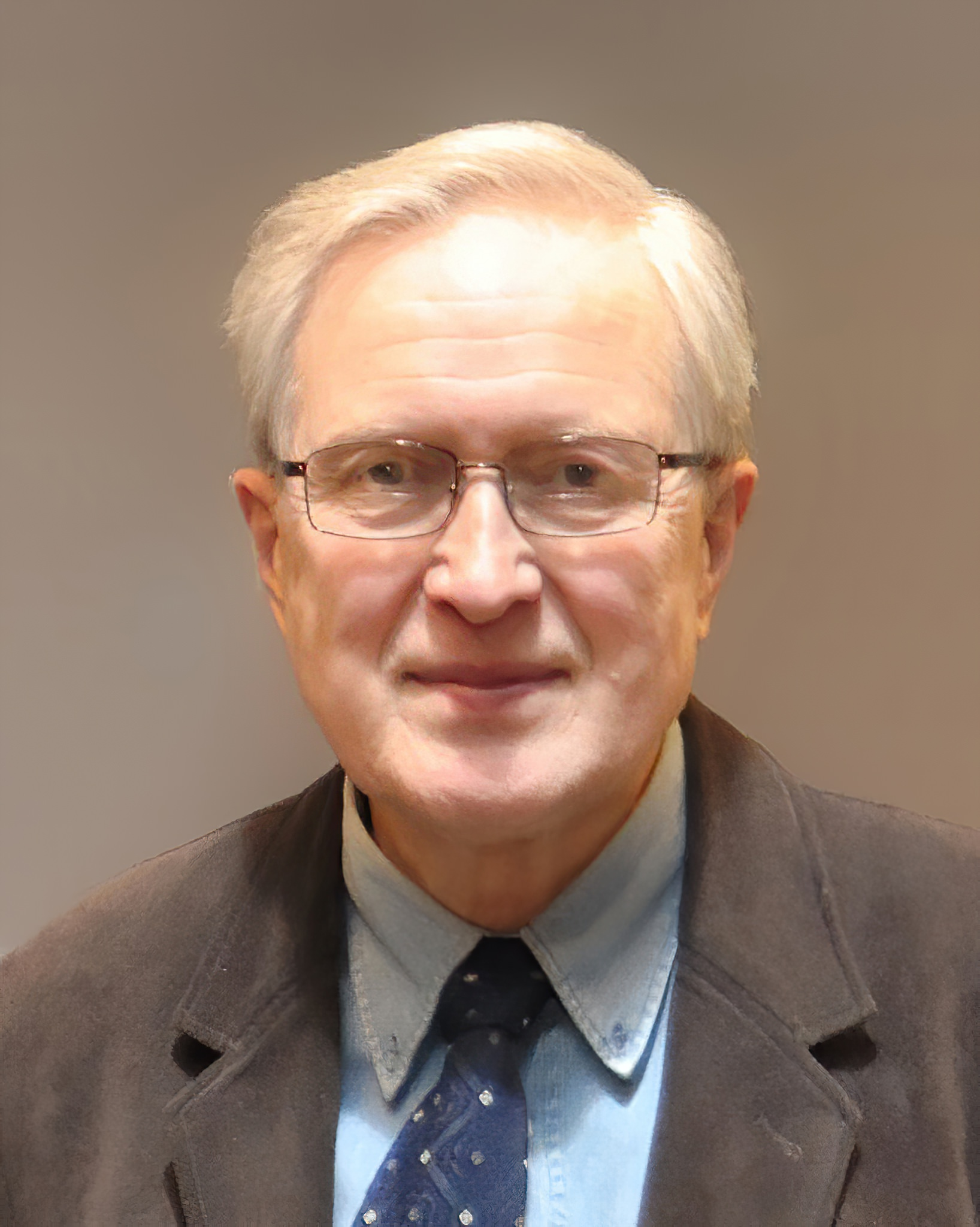
Martti Tienari

Martti Johannes Tienari, född 10 november 1935 i Bjärnå, död 13 oktober 2013 i Helsingfors, var en finländsk matematiker.
Tienari blev filosofie doktor 1962. Han arbetade 1960–1966 som datamatematiker vid Finska Kabelfabriken, blev 1967 tillförordnad professor i databehandlingslära vid Helsingfors universitet och var 1969–1998 ordinarie professor i ämnet. Som den första innehavaren av denna professur gjorde Tienari en betydande insats som utbildare av nya forskare inom disciplinen. Han publicerade cirka 60 arbeten som behandlar tillämpad matematik och databehandling, bland annat doktorsavhandlingen Fortsetzung einer quasikonformen Abbildung über einen Jordanbogen (1962).
Esko Ukkonen var en av hans doktorander.

## Utmärkelser
- Riddartecknet av I klass av Finlands Vita Ros’ orden,  1976[2]
- Kommendörstecknet av Finlands Lejons orden,  1983[2]
- Militärens förtjänstmedalj[2]

[Redigera Wikidata]